# Larry Darmour
Lawrence J. Darmour (Flushing, Queens, 1895 - Filadèlfia, 1942) va ser un productor de cinema estatunidenc, creador de Larry Darmour Productions des de 1927 i una figura important de la comunitat de producció de baix pressupost de Hollywood.

## Carrera
Després de completar la seva formació a la Universitat de Princeton, va entrar a la indústria del cinema com a inspector de cinema per a la companyia Gaumont. Durant un any va ser càmera d'informatius, oferint les seves imatges tant als telenotícies setmanals Gaumont com als de Mutual. Es va allistar a l'exèrcit dels EUA durant la Primera Guerra Mundial i va servir al Cos de Senyals com a càmera. Va tenir la distinció de ser el primer soldat estatunidenc al camp de batalla de Château-Thierry; ja que havia estat fent un passeig pel front la nit abans que les forces aliades estiguessin programades per atacar. Es va despertar i es va trobar enmig del bombardeig.
Acabada la guerra va reprendre la seva feina als telenotícies. Es va incorporar a l'empresa de Lewis J. Selznick com a editor del seu telenotícies, i va ser ascendit a vicepresident del braç de distribució de Selznick.
L'any 1925 Darmour va organitzar la Standard Cinema Corporation, més coneguda avui dia per l'estrena de comèdies curtes produïdes per Joe Rock i protagonitzades per Stan Laurel. L'any següent, Darmour va obrir el seu propi estudi al 5823 de Santa Monica Boulevard a Los Angeles.
El setembre de 1927 va produir el primer de la sèrie de temes curts de Mickey McGuire, basat en la tira còmica de Fontaine Fox i protagonitzat per un jove Mickey Rooney. La sèrie va durar set anys, abastant unes 60 comèdies de dos rodets entre 1927 i 1934. Es van publicar a través de la FBO de Joseph P. Kennedy, precursora de la RKO Radio Pictures. La popularitat de Rooney va impulsar Darmour a ampliar la seva línia de curts de comèdia, incloent la sèrie Toots and Casper amb Thelma Hill i Bud Duncan, i va donar a conèixer a Karl Dane i George K. Arthur, Alberta Vaughn i Louise Fazenda entre d'altres.

## Majestic Pictures
Entrant al mercat dels llargmetratges el 1931, Larry Darmour va fundar Majestic Pictures, amb ell mateix com a president de la companyia. El primer llargmetratge de la companyia va ser Sea Devils (1931), protagonitzada per Molly O'Day. Majestic va començar a produir una sèrie de drames i thrillers per a petits teatres de barri. Darmour va donar a aquestes pel·lícules uns valors de producció més alts que les que tenien característiques produccions independents habituals, amb decorats d'aspecte car i repartiments de renom coneguts de les grans pel·lícules. La cració més famosa de Majestic és probablement The Vampire Bat (1933), un thriller de terror protagonitzat per Lionel Atwill, Fay Wray i Melvyn Douglas. Majestic va cessar les seves operacions el 1935 quan Larry Darmour va organitzar l'estrena de les seves pel·lícules a través de Columbia Pictures.

## Columbia Pictures
Darmour va produir desenes pel·lícules d'acció i westerns per a Columbia. El 1937 es va fer càrrec de la popular sèrie de Jack Holt de Columbia i va fitxar Ken Maynard per a una sèrie de westerns. També va produir els westerns "Ranger" de Columbia amb Bob Allen i una sèrie de westerns amb Bill Elliott. Curiosament, Larry Darmour mai no es va acreditar a la pantalla en les seves pròpies produccions, ja que l'executiu de la Metro-Goldwyn-Mayer Irving Thalberg, menyspreava posar el seu nom a les seves pel·lícules.
El 1940 se li va encarregar a Darmour la producció dels serials de Columbia. Darmour, ja molt ocupat amb llargmetratges, va posar al veterà de la sèrie i director de comèdia James W. Horne al capdavant complet de la unitat de serials. Horne va dedicar lliurement el seu sentit de l'humor en sèries com The Green Archer, Terry and the Pirates, i Holt of the Secret Service (l'última pel·lícula de Holt per a Darmour). Els serials de Horne combinen acció i aventura amb comèdia irònica.

## Malaltia i mort
Darmour va ser sotmès a una operació abdominal a finals de 1941 i mai es va recuperar; va morir tres mesos després. Les seves unitats de producció van passar a ser responsabilitat del productor personal de Columbia, Rudolph C. Flothow. La planta física de Majestic, coneguda informalment com "l'estudi Darmour", va continuar funcionant com a Larry Darmour Studio després de la seva mort i va tancar les portes el 1949.

## Filmografia
A més de nombrosos curts i serials, Darmour va produir els següents llargmetratges:
- Sea Devils (1931)
- Defenders of the Law (1931)
- Air Eagles (1931)
- The Vanishing Frontier (1932)
- The Crusader (1932)
- The Unwritten Law (1932)
- Manhattan Tower (1932)
- Law and Lawless (1932)
- Outlaw Justice (1932)
- Via Pony Express (1933)
- Gun Law (1933)
- The Vampire Bat (1933)
- Trouble Busters (1933)
- What Price Decency (1933)
- The World Gone Mad (1933)
- Cheating Blondes (1933)
- Sing Sinner Sing  (1933)
- Curtain at Eight (1933)
- Gigolettes of Paris (1933)
- The Sin of Nora Moran (1933)
- Unknown Blonde (1934)
- The Scarlet Letter (1934)
- She Had to Choose (1934)
- Night Alarm (1934)
- The Fire Trap (1935)
- The Awakening of Jim Burke (1935)
- The Perfect Clue (1935)
- Shadows of the Orient (1935)
- Reckless Roads (1935)
- Western Frontier (1935)
- Heir to Trouble (1935)
- Motive for Revenge (1935)
- Western Courage (1935)
- Lawless Riders (1935)
- Mutiny Ahead (1935)
- Heroes of the Range (1936)
- Avenging Waters (1936)
- Ranger Courage (1936)
- The Cattle Thief (1936)
- North of Nome (1936)
- The Fugitive Sheriff (1936)
- Rio Grande Ranger (1936)
- The Unknown Ranger (1936)
- Trouble in Morocco (1937)
- Law of the Ranger (1937)
- Reckless Ranger (1937)
- Roaring Timber (1937)
- The Rangers Step In (1937)
- Outlaws of the Orient (1937)
- Under Suspicion (1937)
- Trapped by G-Men (1937)
- Rolling Caravans (1938)
- Making the Headlines (1938)
- Phantom Gold (1938)
- Crime Takes a Holiday (1938)
- The Strange Case of Dr. Meade (1938)
- Pioneer Trail (1938)
- Flight into Nowhere (1938)
- Stagecoach Days (1938)
- Reformatory (1938)
- In Early Arizona (1938)
- Frontiers of '49 (1939)
- Whispering Enemies (1939)
- The Law Comes to Texas (1939)
- Hidden Power (1939)
- Lone Star Pioneers (1939)
- Fugitive at Large (1939)
- Trapped in the Sky (1939)
- Passport to Alcatraz (1940)
- The Great Plane Robbery (1940)
- Outside the Three-Mile Limit (1940)
- Ellery Queen, Master Detective (1940)
- Fugitive from a Prison Camp (1940)
- The Great Swindle (1941)
- Ellery Queen's Penthouse Mystery (1941)
- Ellery Queen and the Perfect Crime (1941)
- Ellery Queen and the Murder Ring (1941)
- A Close Call for Ellery Queen (1942)
- A Desperate Chance for Ellery Queen (1942)